# Валенсіна-де-ла-Консепсьйон
Валенсіна-де-ла-Консепсьйон (ісп. Valencina de la Concepción) — муніципалітет в Іспанії, у складі автономної спільноти Андалусія, у провінції Севілья. Населення — 8031 особа (2010).
Муніципалітет розташований на відстані близько 390 км на південний захід від Мадрида, 7 км на північний захід від Севільї.

## Демографія
Динаміка населення (INE ):

## Персоналії
- Ана Фернандес (* 1965) — іспанська акторка театру і кіно.